# Yumi Takigawa
Yumi Takigawa (多岐川 裕美, Takigawa Yumi) est une actrice japonaise née le 16 février 1951 à Tokyo (Japon).

## Filmographie
- 1974 : Le Couvent de la bête sacrée (Seijû gakuen) : Maya Takigawa
- 1975 : Le Cimetière de la morale (Jingi no hakaba) : Chieko Ishikawa
- 1975 : Super Express 109 (Shinkansen daibakuha)
- 1975 : Champion of Death
- 1980 : Virus (Fukkatsu no hi) : Nurse Noriko
- 1980 : Jishin retto
- 1984 : Sanga moyu (série TV)
- 1986 : Katayoku dakeno tenshi
- 1989 : Orugoru : Shizuko Kubo
- 1990 : Ruten no umi : Chiyozuru
- 1991 : Satsujin ga ippai : Tokuko Ayanokoji
- 1992 : Itsuka giragirasuruhi : Misato
- 1993 : Haruka, nosutarujii : Bar's customer
- 1994 : Don o totta otoko
- 1995 : Ashita : Mitsuko Morishita
- 1995 : Onihei Hankacho
- 1996 : Gonin 2 : Yoko Toyama
- 1996 : Kaze no katami : Kita-no-Kata
- 1999 : Kin'yû fushoku rettô: Jubaku : Nobue Aoki
- 2000 : Kaseifu ha mita! 18 (TV) : Reiko Hanafusa
- 2000 : Rokubanme no Sayoko (série TV)
- 2002 : Sensen fukoku : Harue Morohashi
- 2005 : Veronica wa shinu koto ni shita : Kyôko, Towa's mother